# Richard Atkinson Abbott

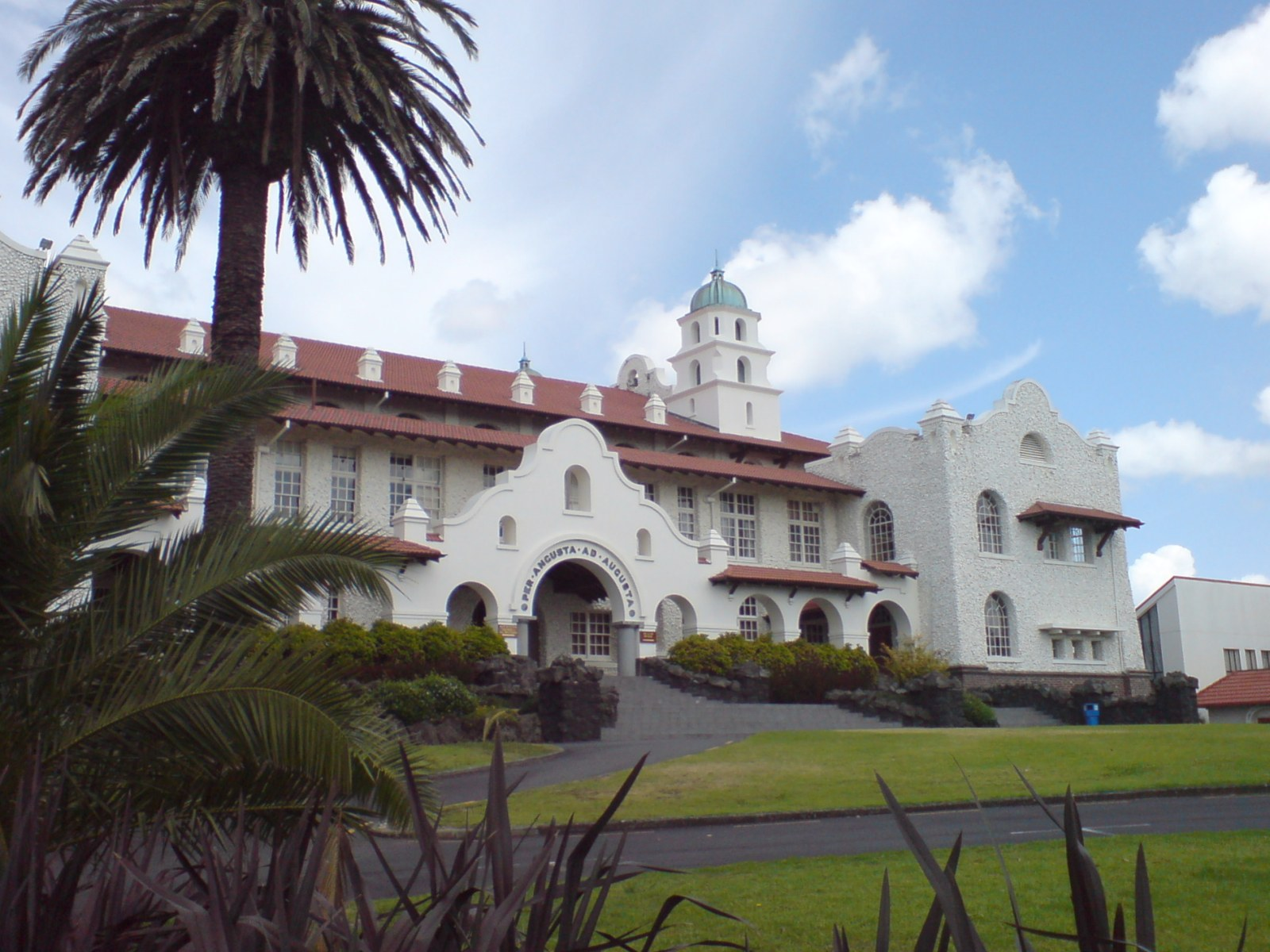
Die Auckland Grammar School, Hauptgebäude, 1916

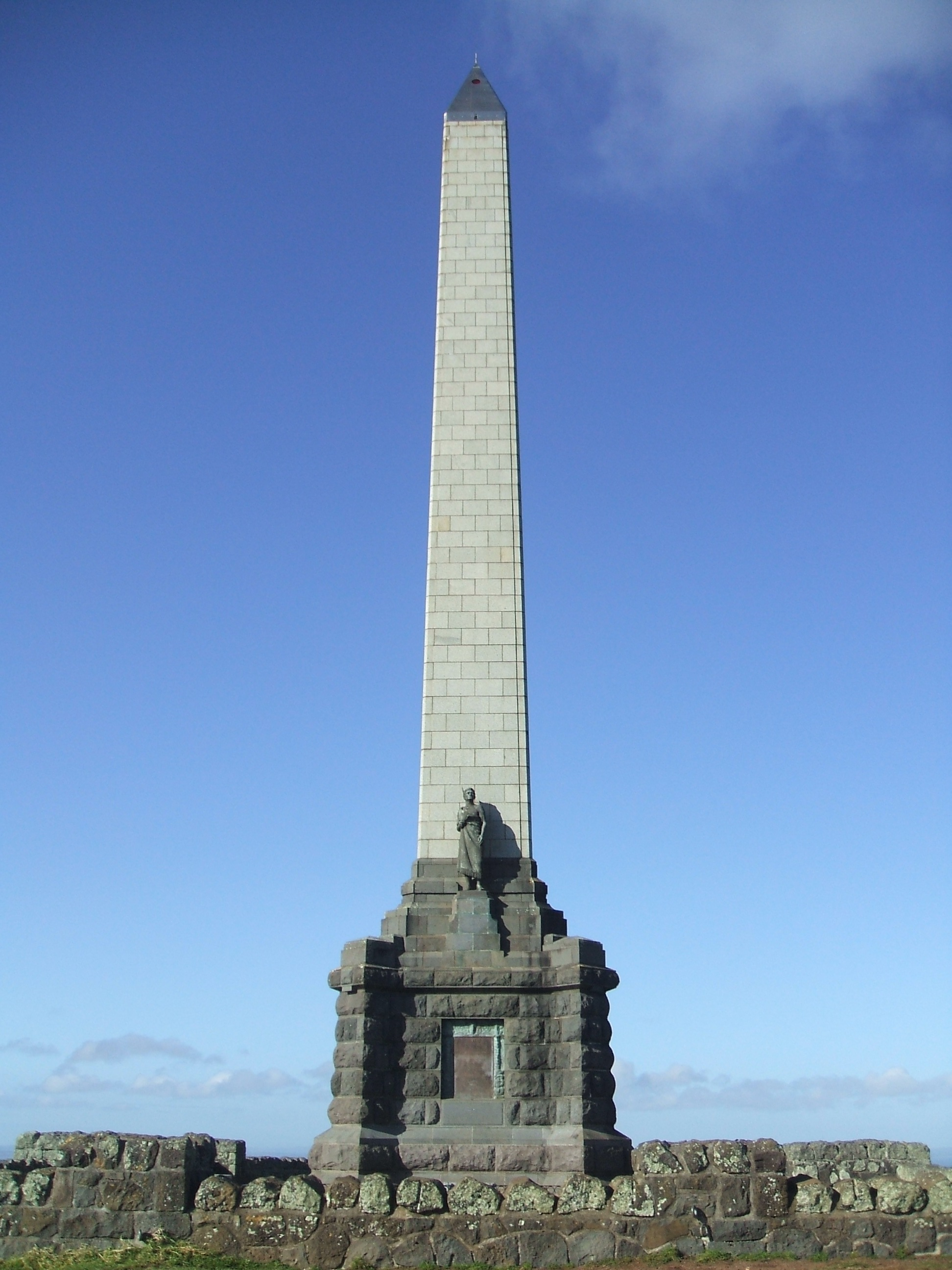
Obelisk auf dem Maungakiekie / One Tree Hill, 1941

Richard Atkinson Abbott (* 6. Januar 1883 in Auckland; † 20. Mai 1954 ebenda) war ein neuseeländischer Architekt.

## Frühes Leben
Abbott wurde am 6. Januar 1883 im Auckländer Stadtteil Parnell geboren. Er war eines von drei Kindern des aus England stammenden Farmers Samuel Litton Abbott und seiner irischen Frau Constantia Sophia Atkinson. Seine Schulbildung erhielt er 1894 bis 1895 am St John’s College und von 1896 bis 1900 am King’s College im Auckländer Stadtteil Auckland.

## Laufbahn als Architekt
Seine berufliche Laufbahn begann Abbott im Büro von Charles Le Nevre Arnold. Dieser verwendete in großem Stil unbehandelte Holzschindeln für Dächer und Wände seiner Häuser, sein Stil zeigt US-amerikanische Einflüsse. Danach arbeitete er zwei Jahre an einem Gebäude im englischen Bramham Park in der Grafschaft Yorkshire.
Er lernte ein Jahr an der Sorbonne in Paris. Danach reiste er nach San Francisco, von hier kehrte er in seine Heimat zurück und wurde 1910 Teilhaber im Architekturbüro seines ersten Arbeitgebers. 1913 ließ er sich nach dem neu in Kraft getretenen New Zealand Institute of Architects Act als Architekt registrieren.
Es ist unklar, welchen Beitrag die beiden Partner im Einzelnen an den folgenden Werken hatten, in jedem Fall blieben US-Einflüsse unverkennbar.
Ein wichtiger Erfolg für das Büro war 1913 der Sieg im Architekturwettbewerb zum Neubau der Auckland Grammar School, die im damals an der US-amerikanischen Westküste beliebten Spanischen Missionsstil gestaltet ist. Abbott wird die Idee zugeschrieben, diese damals in Neuseeland unbekannten Stil zu verwenden, da er in den USA ähnliche Bauten gesehen hatte.
Im Ersten Weltkrieg diente Abbott im Rang eines Leutnants im Motor Service Corps und dann in der Artillerie der Garnison von Auckland.
Ab 1922 war die Partnerschaft für die in den folgenden drei Jahrzehnten erbauten Gebäude des neuen Campus King’s College in Middlemore in Ōtāhuhu zuständig, die den Stil der europäischen Beaux Arts reflektieren. Die im neogotischen Collegiate-Stil errichteten Bauwerke umfassen die Schulkapelle (1925), ein Kriegsdenkmal, die Bibliothek und die Versammlungshalle (1954).
1927 zog sich sein Partner Arnold aus dem Geschäft zurück. Nun arbeitete Abbott anfangs unter eigenem Namen, später nahm er G.I. Hole als Partner auf und firmierte unter Abbott and Hole, später Abbott, Hole and Annabelle.
Er entwarf 1941 den Obelisken auf dem Maungakiekie / One Tree Hill. Zu seinen Kunden gehörte über 25 Jahre die Bank of New Zealand, für die er in der damaligen Provinz Auckland viele Filialen errichtete. Er errichtete Bauwerke für den Cornwall Park Trust, Kempthorne, Prosser and Company und den Dilworth Trust. Für die von ihm besuchte Kirche St. Aidan in Remuera errichtete er ein Lychgate, ein bei englischen Kirchen traditionelles Torgebäude.
Im Zweiten Weltkrieg war er Second Lieutenant in der 34th Army Troops Company der New Zealand Engineers.
Seine Bauten trugen dazu bei, das Stadtbild Aucklands in der ersten Hälfte des 20. Jahrhunderts zu prägen.

## Werke
(alle in Auckland)
- Wohnhaus,9 Wharua Road (1913, Baudenkmal)[4]
- Hausmeisterwohnhaus der Auckland Grammar School (1915, Baudenkmal)[5]
- Hauptgebäude der Auckland Grammar School (1916, Baudenkmal)[6]
- Hauptgebäude des King’s College (1922, Baudenkmal)[7]
- Schulkapelle des King’s College (1925, Baudenkmal)[8]
- Bank of New Zealand, mehrere Filialen (z. B. Upper Symonds Street Branch (1937))[1]
- Obelisk auf dem One Tree Hill (1941, Baudenkmal)[9]
- Kings College, Bibliothek (1954)[1]
- Kings College, Versammlungshalle (1954)[1]

## Mitgliedschaften
Als Absolvent des King’s College gehörte er dessen „Old Boys’ Association“ an. Abbott war eines der Gründungsmitglieder des New Zealand Institute of Architects und stand dessen Auckländer Zweigstelle 1927 bis 1928 vor, saß 1926 bis 1928 im Institutsrat und 1926 bis 1936 in seinem Ausbildungskommittee. Außerdem war er Mitglied des mit Stadtplanung befassten Town-planning Institute of New Zealand und war Mitglied des Auckland Club und des Offiziersclubs.

## Privatleben
Am 9. Mai 1911 heiratete er Adah Kathleen Hume, diese starb 1941. Abbott starb am 20. Mai 1954 in Auckland und hinterließ vier Söhne und eine Tochter.
Atkinson war aktives Mitglied der Anglikanischen Kirche. Aus seinem Privatleben ist bekannt, dass er in einer Werkstatt in seinem Haus gern an seinem Auto schraubte. Jährlich machte die Familie einen sechswöchigen Urlaub in einem Landhaus im Henderson Valley, das man mit Kindern und Familienkuh per Bahn erreichte.
Er wohnte in einem selbst entworfenen Haus in der Upland Road 11.